# Ludi Romani
Ludi Romani – rzymskie święto ku czci Jowisza, obchodzone 5-19 września.
Składało się ono głównie z cyklu publicznych widowisk – zawodów, wyścigów i przedstawień teatralnych, które trwały przez 15 dni, urządzane na cześć jednego z naczelnych bogów Rzymian. 17 września w jego świątyni składano ofiarę z krowy i przystępowano do obrzędowej uczty. Podczas niej posągi Jowisza, Junony i Minerwy przybrane były w ozdobne szaty i symbolicznie uczestniczyły w rytualnej biesiadzie.